# Jamilah Lemieux
Jamilah Lemieux (nascida em Chicago, em 22 de junho 1984) é uma colunista, editora e crítica cultural americana. Foi três vezes vencedora do Black Weblog Awards e em 2010, entrou na lista das "100 Mulheres negras mais influentes no Twitter".
Lemieux nasceu em Chicago, Illinois, onde frequentou a Whitney M. Young Magnet High School. Seu pai, David Lemieux, é um antigo membro dos panteras negras e aparece no filme The Spook Who Sat by the Door.
Lemieux contribuiu para numerosas publicações, incluindo Essence; Jet; Black Enterprise e Jezebel. Ela também esteve em vários programas "All Things Considered" na NPR.
No Twitter, Lemieux foi uma das responsáveis pela popularização da hashtag #SolidarityIsForWhiteWomen, iniciada em oposição ao  feminista Hugo Schwyzer. Ela discutiu muitas questões culturais, das "letras de estupro" na música de Rick Ross  à interpretação desafiadora de Kim Foster da reação de Questlove ao veredicto de Trayvon Martinto.
Em 2011, ela se tornou editora da sessão News & Lifestyle para a revista Ebony e foi promovida a editora senior em 2014. Em meados de 2015, se tornou editora senoir da Print Magazine.